# Uwajnat Bu-l-Kara
Uwajnat Bu-l-Kara (ar. عوينة بلقرع, fr. Âouinet Bel Egrâ, Aet Legra) – osiedle na Saharze w zachodniej Algierii, ok. 160 km na południowy wschód od Tindufu.